# TAKRAM RADIO
『TAKRAM RADIO』（タクラム・レディオ）は、2018年10月5日（4日深夜）から2025年3月28日（27日深夜）までJ-WAVEで放送されていたラジオ番組。

## 概要
開局30周年を迎えたJ-WAVEが、2018年秋の改編で投入した深夜放送10番組のひとつ。デザインファーム企業「Takram」のマネージングパートナー・渡邉康太郎がナビゲーターを務めている。
番組は、毎回渡邉が様々なテーマでゲストとトークセッションを繰り広げ、それによって生み出されたインスピレーションをもとに新たな「問い」を投げかけるという試みのもとに行われている。ゲストを迎えない回もあり、その際には渡邉が1人でトークをする。ピックアップするテーマは、渡邉が注目している人・場所・アート・音楽などである。番組ハッシュタグは「#takram813」。
J-WAVEのポッドキャストサービス『SPINEAR』では、ラジオ放送では一部カットされるゲストとのトークセッションや渡邉単独でのトークがノーカットで配信される。

## 出演者

### ナビゲーター
- 渡邉康太郎（2018年10月5日 - 2025年3月28日）

### ナレーター
- 酒井エレナ[5]（2018年10月5日 - 2021年1月1日）
- 朝海ルナ[6]（2021年1月8日 - 2022年9月20日[要検証 – ノート]）
- ティアーナ[7]（2022年9月27日[要検証 – ノート] - 2025年3月28日）

## 放送時間
以下の時間はすべて日本標準時に基づく。
- 金曜 2:30 - 3:00 = 木曜 26:30 - 27:00（2018年10月5日 - 2020年9月25日）
- 金曜 2:00 - 3:00 = 木曜 26:00 - 27:00（2020年10月2日 - 2025年3月28日）